# Vítězslav Sedlák
Vítězslav Sedlák (* 5. února 1991[zdroj?]) je český šipkař a hráč týmu Mustang Knínice.

## Kariéra
Šipkám se začal věnovat ve svých 18 letech, původně hrál závodně stolní fotbal ve kterém se stal juniorským mistrem republiky. V roce 2008 poprvé okusil šipky u kterých už poté zůstal. Začínal v hospodských ligách, brzy si ale zahrál i oficiální ligovou soutěž.
V softových šipkách se mu dvakrát podařilo zvítězit na turnaji TOP republikové Grand Prix a dvakrát zvítězil na samotné Grand Prix. V roce 2019 reprezentoval Českou republiku na mistrovství Evropy, které tato reprezentace vyhrála.
V šipkách steelových je jeho dosavadním největším úspěchem vítězství na Českém poháru v roce 2020.
Na začátku roku 2020 se zúčastnil PDC Evropské Q-School, kde třikrát došel do last 256 a jednou do last 64. Do last 64 se dostal ve čtvrtém hraném turnaji a nestačil tam na aktuální světovou jedničku organizace BDO, Richarda Veenstru, kterému podlehl 3-5.
V dubnu 2020 se stal jedním z deseti účastníků nově vzniklé Tipsport Premier League 2020, jako náhradník za původně nominovaného Tomáše Houdka, který se kvůli technickým potížím nemohl nakonec zúčastnit. Sedlák se držel prakticky po celou dobu soutěže mezi první čtyřmi a zajistil si postup do playoff. V semifinále porazil 10-4 Daniela Barbořáka a postoupil do finále. V přímém souboji o titul porazil poměrem 10-6 Alexandera Maška a stal se historicky prvním vítězem Tipsport Premier League.
V roce 2021 se stal opět jedním z účastníků Tipsport Premier League a obhajoval titul z roku 2020. Po základní části se umístil na 2. místě s 12 výhrami a 4 prohrami, postoupil tedy do čtyřčlenného playoff. V semifinále se utkal s Danielem Barbořákem, po výhře 10-5 si zajistil postup do finále. Tam byl jeho protivníkem vítěz základní části Jan Hlaváček. Vyrovnaný souboj pro sebe nakonec získal Sedlák a po výhře 10-8 obhájil titul a podruhé zvítězil v Tipsport Premier League. V roce 2021 také ovládl Mistrovství republiky, když vyhrál turnaj jednotlivců, dvojic i mixů.
V roce 2022 se z Host National Qualifier dostal na Czech Darts Open 2022, v prvním zápase kariéry na rankingovém turnaji PDC vyhrál zápas s Jonathanem Worsleym z Walesu. Ve druhém kole prohrál s Michaelem van Gerwenem 2-6. 
Na podzim 2022 prohrál ve finále turnaje WDF ve Španělsku, když minul 2 šipky na výhru. Společně s Adamem Gawlasem se následně stal WDF Czech Open šampionem v soutěži dvojic.
Na začátku roku 2023 se zúčastnil PDC Q-School, kde se probojoval do Final stage, Tour card se mu ale nepodařilo získat. Pokračoval poté na sérii PDC Challenge Tour, kde zaznamenal jedno čtvrtfinále a jedno osmifinále. 
V dubnu 2023 se stal historicky prvním českým účastníkem v rámci série MODUS Super Series. Poté uspěl v kvalifikaci na Austrian Darts Open 2023, pátý podnik série PDC European Tour.
V říjnu se stal historicky druhým českým hráčem, který získal titul v PDC a vůbec prvním českým šipkařem, který triumfoval na podniku PDC Challenge Tour. Na turnaji číslo 22 v anglickém Wiganu porazil ve finále Johna Hendersona ze Skotska 5-2. 